# 하위헌스 원리

하위헌스의 원리

하위헌스 원리(Huygens' principle, 호이겐스 원리) 또는 하위헌스-프레넬 원리(Huygens–Fresnel principle)는 빛의 파동성에 근거하여 빛이 어떻게 전파하여 나가는지를 기술하는 원리이다. 크리스티안 하위헌스와 오귀스탱 장 프레넬의 이름을 딴 것이다. 파동성에 근거하여, 반사, 회절, 굴절 등을 설명할 수 있다.
빛이 전파하는 경로는 다음과 같이 구할 수 있다.
1. 어떤 점에서 빛이 나갈 때, 빛이 일정 시간 {\displaystyle t} 뒤에 퍼진 면을 그린다. 이 선을 포락선(包絡線, envelope)이라고 한다.
2. 이 포락선의 모든 점에서 다시 빛이 나간다

## 같이 보기
- 프라운호퍼 회절
- 그린 함수
- 그린 정리
- 이중슬릿 실험
- 페르마의 원리